# نرگیزلیک (قره‌عیسی‌لی)
نرگیزلیک (به ترکی استانبولی: Nergizlik) یک منطقهٔ مسکونی در ترکیه است که در کارایسالی واقع شده‌است.